# Новочеркасск (Оренбургская область)
Новочерка́сск — село в Саракташском районе Оренбургской области России. Административный центр одноимённого сельсовета.

## География
Село находится у северной границы поймы реки Урал, будучи отделено от нынешнего извилистого русла с заметными меандрами участком поймы с многочисленными старицами и пойменными озёрами. Новочеркасск расположен непосредственно на северном берегу вытянутого старичного озера, по одним источникам именуемого Песчаным, по другим — Большим, по третьим — Большим Песчаным. Западнее него, между ним и руслом Урала, отмечено ещё два крупных озера — Кресты и Шароварное. Северо-западнее них — цепочка из нескольких небольших озёр (озёра Большие Казачьи). Ещё западнее течёт речка Вязовка, которая, протекая через озеро Пеньково, впадает затем в Урал.
К югу от озера Большого протока Владимирка соединяет Урал и озеро Чалкино. Также к югу и юго-востоку от Новочеркасска, в районе озера Чалкино, расположены другие крупные озёра — Вахиткино, Скупое, ещё южнее — Таборское, ещё юго-восточнее — Фермовское и Вязовое. К востоку от села зафиксировано несколько пересыхающих рек, стекающих в пойму Урала. Ближайшие из них — Моховая и Черотайка (встречаются данные, что Черотайка, в конечном счёте, имеет сток в озеро Большое Песчаное).
Новочеркасск находится на юге Саракташского района, противоположный берег Урала, озёра Фермовское и Вязовое уже относятся к Беляевскому району. На востоке граница между районами проходит по Черотайке. С востока к селу непосредственно примыкает посёлок Правобережный, севернее расположено село Камышино, северо-западнее, на берегу Урала — село Красногор.

## История
Возникновение села связано со строительством Оренбургской пограничной укреплённой линии на реке Урал в 1730—1740-х годах. В 1739 году Сенат Российской империи решил привлекать для несения сторожевой службы на линии черкасов — малороссийских казаков. Первая партия переселенцев была отправлена в октябре 1741 года и прибыла на линию весной 1742 года. Они размещались в крепостях, укреплённых городках, а также могли основывать отдельные поселения. Село Новочеркасск было основано в 1743 году есаулом Черкасовым и казаком Владимировым как слобода Черкасская или Владимирская.
Есть сведения, что по состоянию на 1900 год в посёлке Новочеркасском числилось 1360 жителей в 277 дворах, имелись церковь, школа, почтовая станция, кирпичная мечеть с медресе, проводились еженедельные базары. В январе 1918 года установлена советская власть. Первым председателем сельского совета стал А. Е. Мельников, впоследствии убитый в ходе Гражданской войны.
В марте 1930 года в селе создан колхоз «Красный Урал». В 1930 или 1932 году рядом с селом основана Красногорская МТС, располагавшаяся на месте нынешнего посёлка Правобережного и являвшаяся, фактически, его предшественником. Были открыты клуб и библиотека. Населённый пункт в этот период относился сначала к Петровскому району (до 1929 года), с 3 июня 1929 года — к Буртинскому, ныне Беляевскому, району.
В годы Великой Отечественной войны из села призвано 152 человека, из них 46 погибло и 31 пропал без вести. В 1954 году в селе создана женская тракторная бригада. По некоторым сведениям, с 1960 года населённый пункт носит своё название в нынешнем виде — «село Новочеркасск». 3 марта 1961 года в Новочеркасске и окрестностях путём объединения 5 хозяйств создан крупный совхоз «Красногорский». На рубеже 1964—1965 годов село вошло в состав Саракташского района.
В 1958 году в поселении открыта полная средняя школа (ранее в Новочеркасске работала школа-семилетка). При школе была создана производственная бригада, работавшая на опытных полях совхоза «Красногорский», по некоторым данным, под руководством Уральской зональной плодово-ягодной опытной станции (впоследствии — Челябинская плодоовощная селекционная станция имени И. В. Мичурина, Южно-Уральский НИИ садоводства и картофелеводства). Есть данные, что в 1963 году школьная производственная бригада села Новочеркасск в соревновании производственных бригад стала третьей по РСФСР.
В 1975 году в средней школе был открыт музей «Молодой гвардии», на его открытии, по отдельным сведениям, присутствовала Е. Н. Кошевая, мать Олега Кошевого. В 1987 году музей преобразован в историко-краеведческий. В 1986 году для школы построено новое двухэтажное здание. В 2006 году при школе открыто дошкольное отделение. В 2010 году в селе заработала подстанция скорой медицинской помощи. В 2012 году открыта мечеть.

## Население
| 2010 |
| ---- |
| 1070 |

По состоянию на 1980 год население села составляло до 1400 человек.
Согласно переписи 2002 года, в селе проживало 1236 человек, из них 590 мужчин и 646 женщин, 51 % населения составляли татары, 40 % — русские.
По данным переписи 2010 года, национальный состав населения села был следующим:
- татары — 531 чел. (49,63 %),
- русские — 440 чел. (41,12 %),
- казахи — 31 чел. (2,90 %),
- украинцы — 15 чел. (1,40 %),
- башкиры — 13 чел. (1,21 %),
- другие и не указавшие — 40 чел. (3,74 %)[7].

## Улицы
В селе 15 улиц:
- Восточная
- Кольцевая
- Луговая
- Мельникова
- Молодёжная
- Мусы Джалиля
- Набережная
- Озёрная
- Парковая
- Победы
- Производственная
- Рабочая
- Садовая
- Степная
- Центральная[8]

## Религия
Мечети
- Мечеть